# Yushan (köpinghuvudort i Kina, Hubei Sheng, lat 31,99, long 112,37)
Yushan är en köpinghuvudort i Kina. Den ligger i provinsen Hubei, i den centrala delen av landet, omkring 240 kilometer nordväst om provinshuvudstaden Wuhan. Antalet invånare är 48 570. Befolkningen består av 23 725 kvinnor och 24 845 män. Barn under 15 år utgör 14,0 %, vuxna 15-64 år 76 %, och äldre över 65 år 9,0 %.
Runt Yushan är det tätbefolkat, med 266 invånare per kvadratkilometer. Närmaste större samhälle är Dongjin, 14,0 km väster om Yushan. Trakten runt Yushan består till största delen av jordbruksmark.
Genomsnittlig årsnederbörd är 1 060 millimeter. Den regnigaste månaden är augusti, med i genomsnitt 176 mm nederbörd, och den torraste är december, med 19 mm nederbörd.